# منذر أبو راس
منذر أبو راس ممثل سوري مواليد عام 1969 وعضو في نقابة الفنانين بصفة ممثل منذ عام 1998، ابرز أعمال مسلسل "عياش" للمخرج باسل الخطيب ومسلسل "صراع الأشاوس" مع المخرج "سالم الكردي" ومسلسل "جمال عبد الناصر" ثم "الخفاجي عامر" و"نزار قباني" ومسلسل "أبو زيد الهلالي" ثم مسلسل "أحلى أيام" والسنونو بطولة الفنان "ياسر العظمة" للمخرج خيري بشارة الذي عرض في رمضان 2021 ، بالإضافة لكونه ملحن، وله تسجيلات مع الفنان السوري محمد خير الجراح ، ذُكر في حفل تكريم محافظة السويداء لعدد من فناني مسلسل "الخربة"